# 歌舞伎座
歌舞伎座是位於日本東京都中央區銀座四丁目的歌舞伎劇場，由松竹旗下的「株式會社歌舞伎座」經營。

## 历史
於1889年（明治22年）正式開幕。現有之建築為第5代建物（第5期歌舞伎座），於2010年4月30日動工改建，2013年2月26日完工，2013年4月2日啟用。低層部分為劇場主體設施，樓高4層、容量1,964席；高層部分為「歌舞伎座塔」，樓高145公尺（可用樓層高度為135公尺），共地下4層、地上29層。
1945年8月18日，在二战中战败的日本下令东京警视厅牵头成立专门为占领军提供性服务的全国性机构—“特殊慰安设施协会”。歌舞伎座后成为该组织的总部所在地。

## 外部連結
- 歌舞伎座 （页面存档备份，存于）